# Thomas Ziesch
Thomas Ziesch (* 11. April 1971 in Hoyerswerda, Kreis Hoyerswerda) ist ein deutscher Schauspieler.

## Leben

### Familie und Ausbildung
Thomas Ziesch stammt aus einer deutsch-sorbischen Familie und wuchs in einem kleinen Ort bei Bautzen auf. Die Familie unterhielt sich zuhause nicht auf Sorbisch, jedoch erlernte Ziesch die Sprache im Kindergarten und in der Schule, wo er jede Woche zwei- bis dreimal Sprachunterricht hatte. Mit elf Jahren war er Mitglied des „AK11-Fußballnationalkaders“. Aus familiären Gründen lehnte er mit 14 Jahren ein Studium an der Sportschule Frankfurt/Oder ab und begann zunächst von 1987 bis 1989 eine Ausbildung zum Hotelfachmann (Gastronomiefacharbeiter).
Im Alter von 15 Jahren stand er am Deutsch-Sorbischen Volkstheater erstmals auf der Bühne und sammelte erste Theatererfahrungen. Ein Dozent der Theaterhochschule „Hans Otto“ Leipzig, der als Talentscout arbeitete, entdeckte ihn dort und vermittelte ihm erste Kontakte. 1987 legte er an der Theaterschule Leipzig erfolgreich die Aufnahmeprüfung ab, machte zunächst jedoch seine Ausbildung und absolvierte noch seinen Grundwehrdienst als Soldat der Nationalen Volksarmee, den er aufgrund der politischen Wende nach zwölf Monaten vorzeitig beenden konnte.
Von 1990 bis 1994 absolvierte Ziesch sein Schauspielstudium an der Hochschule für Musik und Theater „Felix Mendelssohn Bartholdy“ in Leipzig, das er mit dem Abschluss als „Diplom-Schauspieler“ beendete.

### Theater
Nach seinem Studium war er von 1994 bis 1997 festes Ensemblemitglied am Schauspiel Leipzig. Anschließend gehörte er von 1997 bis 2007 fest dem Schauspielensemble am Theater Bremen an. Seit 2007 arbeitet er als freiberuflicher Schauspieler.
Ziesch spielte am Theater über 80 Rollen unter der Regie u. a. von Johanna Schall, Armin Petras, Konstanze Lauterbach, Uwe Wand, Horst Ruprecht, Johann Kresnik, Thomas Bischoff, David Mouchtar-Samorai, Lukas Langhoff, Andrej Woron, Karin Henkel und Thirza Bruncken. Unter der Regie von Konstanze Lauterbach spielte er in der Inszenierung Die Besessene, die 1993 zum Berliner Theatertreffen und zum „Heidelberger Stückemarkt“ eingeladen wurde. 1995 gastierte er in Lauterbachs Inszenierung von Brechts Arturo Ui bei den Wiener Festwochen.
Ziesch gastierte u. a. am Staatstheater Oldenburg, am Theater Bonn, am Schlosstheater Celle, am Theater Heidelberg, bei der Bremer Shakespeare Company und am Grenzlandtheater Aachen (2019, als Cyrano de Bergerac). 2018 trat er als geistig behinderter Hauke in Ruf der Freiheit bei den Störtebeker-Festspielen auf. 2019 folgte dort der Söldner Arne in Schwur der Gerechten.
Neben seiner Arbeit als Schauspieler ist Ziesch, der Fechten bei Klaus Grosser in Leipzig, bei Klaus Figge und in Seminaren bei Bret Yount, dem Choreografen von Troja, lernte, als Bühnenkampf-Choreograph tätig.
Er choreografierte Kampfszenen an mittlerweile über 20 deutschen Theatern und internationalen Opernhäusern (u. a. Gran Teatre del Liceu in Barcelona, Oper Frankfurt, Salzburger Osterfestspiele, Oper Köln, Störtebeker-Festspiele, Thalia Theater Hamburg, Staatstheater Meiningen, Schlossfestspiele Heidelberg, Rokokotheater Schwetzingen, Staatsschauspiel Dresden, Theater Bremen, Staatstheater Braunschweig, Theater Magdeburg, Schlosstheater Celle, Landesbühne Sachsen-Anhalt, Oper Leipzig, Burgbühne Dilsberg).
Außerdem war er als Stuntchoreograph für den amerikanischen Kinofilm Morris aus Amerika (2016) tätig. Ziesch ist Dozent für „Szenischen Bühnenkampf“ an der Hochschule für Künste Bremen und an der Hochschule für Musik und Theater Hannover und gibt regelmäßig Fecht- und Bühnenkampf-Workshops, u. a. an der Hochschule für Musik und Tanz Köln und in der Freien Szene Dresden.

### Film, Fernsehen, Synchron
Ziesch stand außerdem für ca. 35 Film- und TV-Produktionen vor der Kamera. Für das Kino drehte er u. a. mit Christian Alvart. Er hatte Episodenrollen in den ZDF-Serien Notruf Hafenkante (2009, als Tatverdächtiger in einer Doppelrolle), SOKO Wismar (2009, an der Seite von Brigitte Böttrich als tatverdächtiger Bruder eines getöteten Bio-Bauern) und Ein Fall für zwei (2010, als gekaufter Zeuge, der unter Druck gerät).
In dem Kurzfilm #Wannadie (2018), der den Bremer Filmpreis 2018 gewann und eine Nominierung in der Kategorie „Bester Film“ beim Filmfestival Max Ophüls Preis in Saarbrücken erhielt, spielte Ziesch, an der Seite von Frank Rafael Bosse und Andreas Christ, eine der Hauptrollen als „nerdiger Kleiderdesigner im Kaiser-Franz-Kostüm mit gebrochenem Herzen“. Im 10. Film der ARD-Kriminalfilmreihe Nord bei Nordwest, Nord bei Nordwest – Ein Killer und ein Halber (2020), übernahm Ziesch eine Nebenrolle als Schäfer. In der 3. Staffel der ZDF-Serie SOKO Hamburg (2021) spielte Ziesch einer der Episodenhauptrollen als tatverdächtiger vorbestrafter Türsteher eines Tabledance-Clubs auf der Reeperbahn. In der ARD-Vorabendserie Großstadtrevier (2021) hatte er eine weitere Episodenhauptrolle als Drogenboss Elias Kuragin.
Ziesch ist außerdem als Sprecher für Radio und Synchron tätig, u. a. am Studio Hamburg, bei Radio Bremen und bei Synchron Leipzig.

### Privates
Ziesch ist verheiratet und Vater zweier Söhne. Er lebt mit seiner Familie in Bremen.

## Filmografie (Auswahl)
- 2009: Notruf Hafenkante: Das Greenhorn (Fernsehserie, eine Folge)
- 2009: SOKO Wismar: Betty und die Brüder (Fernsehserie, eine Folge)
- 2010: Ein Fall für zwei: Unter Druck (Fernsehserie, eine Folge)
- 2010: Tatort: Schlafende Hunde (Fernsehreihe)
- 2013: Tatort: Schwarzer Afghane (Fernsehreihe)
- 2013: Banklady (Kinofilm)
- 2013: Alfred Brehm – Die Gefühle der Tiere (Fernsehfilm, Dokumentation)
- 2014: Unter Gaunern: Der große Liebe (Fernsehserie, eine Folge)
- 2016: Der gute Göring (Fernsehfilm, Dokumentation)
- 2016: Die Büffel sind los! (Fernsehfilm)
- 2017: Mata Hari – Tanz mit dem Tod (Fernsehfilm)
- 2017: Der Traum von der Neuen Welt (Fernsehserie, Dokumentation)
- 2017: Heimat Helgoland (Fernsehfilm, Dokumentation)
- 2018: #Wannadie (Kurzfilm)
- 2018: Tatort: Blut (Fernsehreihe)
- 2019: Der Kanal – 125 Jahre Nordostseekanal (Fernsehfilm, Dokumentation)
- 2019: So weit das Meer – Ein Küstenkrimi (Fernsehfilm)
- 2020: Nord bei Nordwest – Ein Killer und ein Halber (Fernsehreihe)
- 2021: SOKO Hamburg: Die nackte Wahrheit (Fernsehserie, eine Folge)
- 2021: Großstadtrevier: Fremd und Fremden (Fernsehserie, eine Folge)
- 2022: Ostfriesenfeuer (Fernsehreihe)